# BBGM
 (août 2022).
Si vous disposez d'ouvrages ou d'articles de référence ou si vous connaissez des sites web de qualité traitant du thème abordé ici, merci de compléter l'article en donnant les références utiles à sa vérifiabilité et en les liant à la section « Notes et références ».
BBGM (Brennan Beer Gorman Monk) est un cabinet d'architectes américain fondé en 1984 par David Beer et Peter Gorman. Basé à Washington, il compte une cinquantaine d'architectes et de designers.
L'agence a conçu une quinzaine de gratte-ciel aux États-Unis et en Asie notamment en Thaïlande.

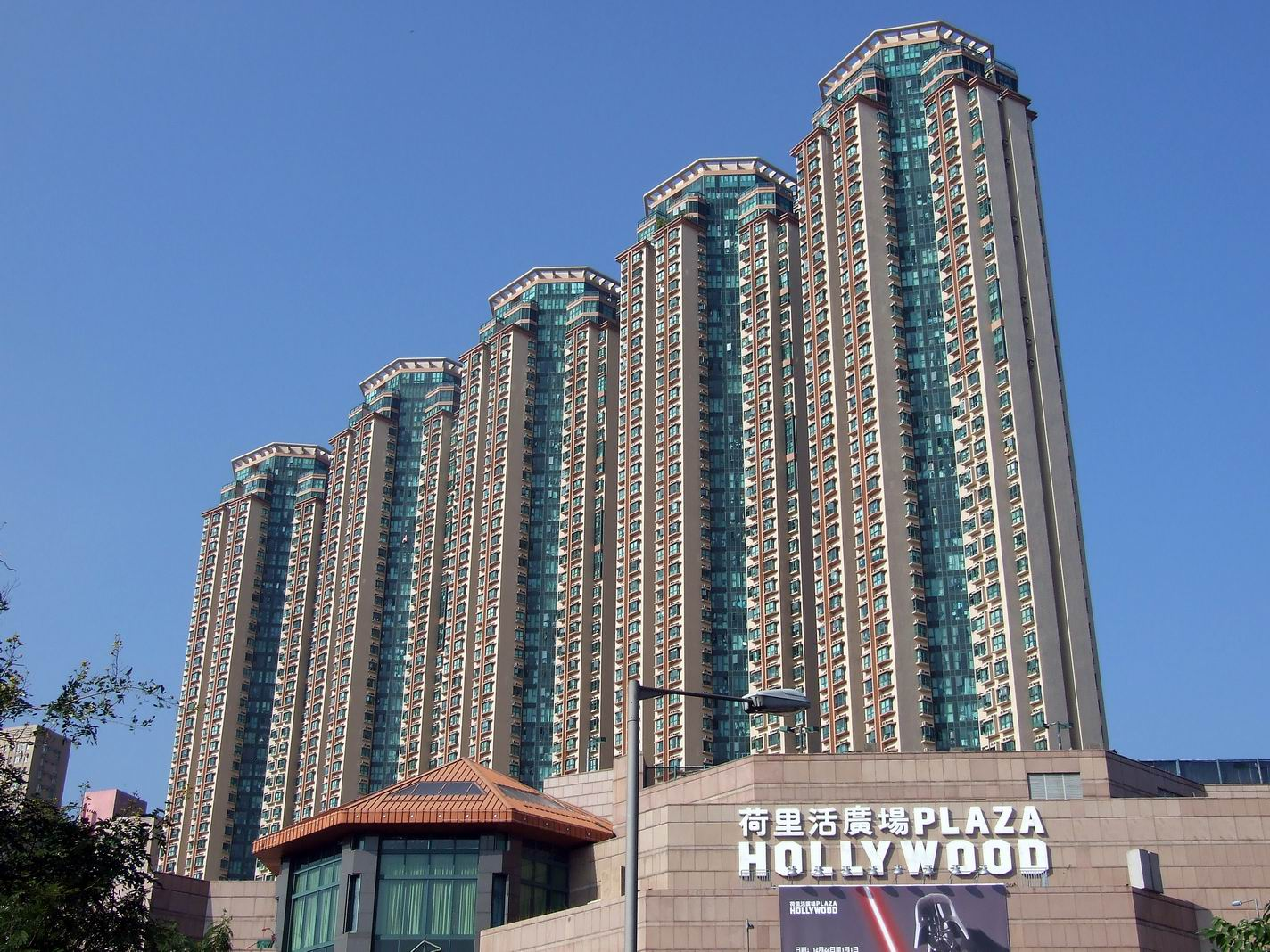
Galaxia Block à Hong Kong

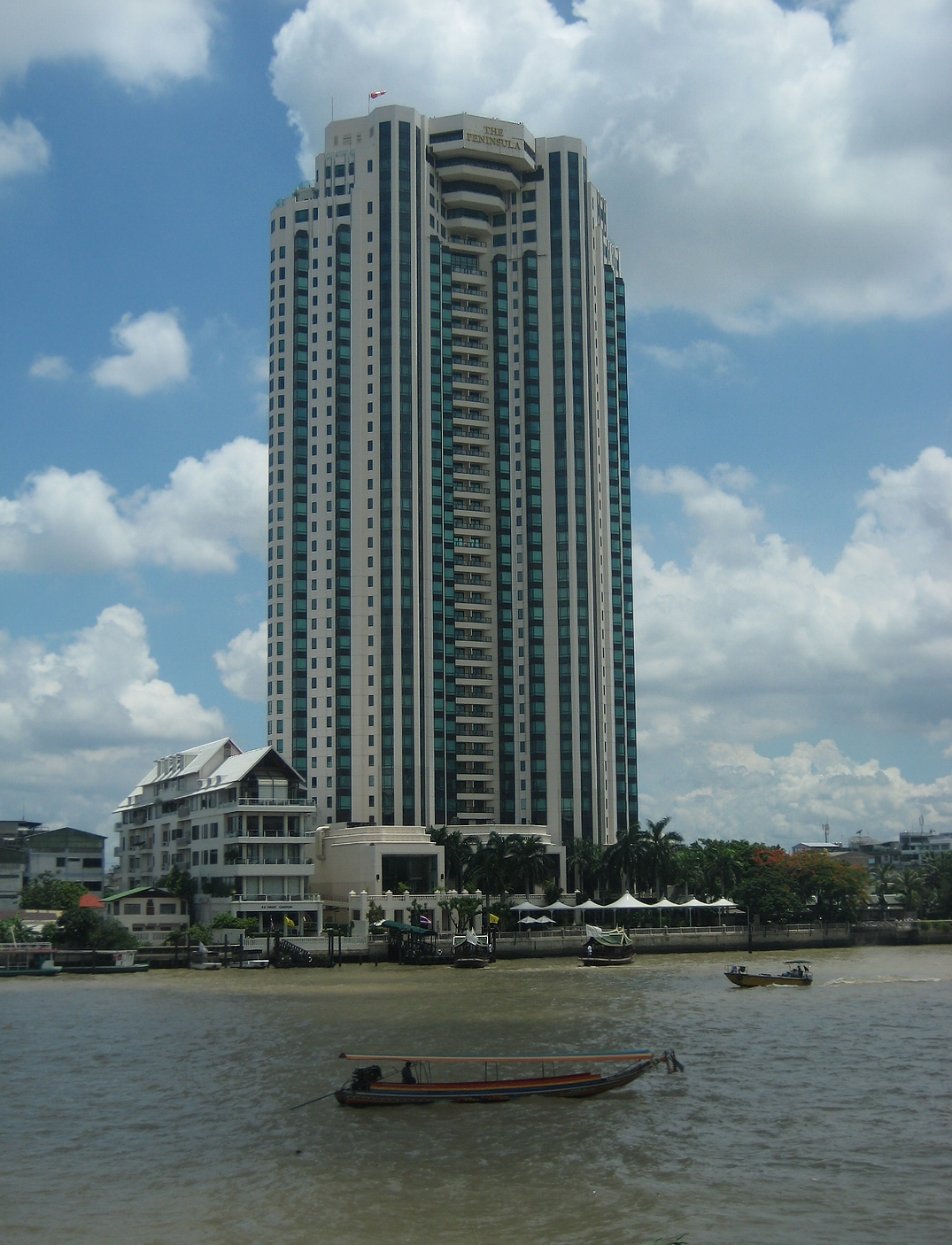
The Peninsula Bangkok Hotel

## Quelques réalisations
- 420 Fifth Avenue, New York, 1989
- Carnegie Hall Tower, New York, 1991
- 101 Hudson Street, Jersey City, 1992
- Tours de la Bourse d'Indonésie, Jakarta, 1995
- Galaxia Block, Hong Kong, 1998
- The Peninsula Bangkok Hotel, Bangkok, Thailande, 1998
- Manhattan Square, Makati, Philippines,1999
- Sofitel New York Hotel, New York, 2000. A reçu l'Emporis Skyscraper Award pour l'année 2000
- Times Financial Center, Shenzhen, Chine, 2004
- The Westin Virginia Beach Town Center & Residences, Virginia Beach, Virginie, États-Unis, 2007
- Athénée Residence, Bangkok, Thailande, 2007
- Centara Grand at CentralWorld, Bangkok, Thailande, 2008
- Puri Matahari Apartment Tower 1, Surabaya, Indonésie, 2008
- Sofitel Bangkok Sukhumvit, Bangkok, 2012